# River of Tuoni
River of Tuoni — дебютный студийный альбом финской симфо-пауэр-метал-группы Amberian Dawn, выпущенный 30 января 2008 года.
Бонус-трек «Dreamchaser» является инструментальной версией песни «Atheme One», которая была включена в японское издание. Песня появилась на EP группы, который выпускался ограниченным тиражом в 2006 году и продавался через форум Amberian Dawn и Facebook в декабре 2010 года.
Так же все песни с альбома доступны для музыкальных игр на сервисе Rock Band Network.

## Список композиций
Все тексты написаны Heidi Parviainen, вся музыка написана Tuomas Seppälä.
| №   | Название             | Длительность |
| --- | -------------------- | ------------ |
| 1.  | «River of Tuoni»     | 2:59         |
| 2.  | «Wings Are My Eyes»  | 3:12         |
| 3.  | «Lullaby»            | 3:41         |
| 4.  | «Valkyries»          | 3:27         |
| 5.  | «Fate of the Maiden» | 2:48         |
| 6.  | «My Only Star»       | 4:21         |
| 7.  | «The Curse»          | 4:04         |
| 8.  | «Passing Bells»      | 4:01         |
| 9.  | «Sunrise»            | 3:29         |
| 10. | «Evil Inside Me»     | 3:48         |

| №   | Название                         | Длительность |
| --- | -------------------------------- | ------------ |
| 11. | «Dreamchaser (инструментальная)» | 4:02         |

## Участники записи

### Основной состав
- Heidi Parviainen — вокал
- Tuomas Seppala — гитара, клавишные
- Kasperi Heikkinen — гитара (в композициях 7 и 9, соло в композиции 9)
- Tom Sagar — клавишные
- Tommi Kuri — бас-гитара
- Joonas Pykälä-Aho — ударные, перкуссия

### Приглашённые музыканты
- Heikki Saari — ударные
- Jarmo Lahtiranta — литавры
- Vakosametti — хор (Erkki Kaikkonen, Juha Palkeinen, Markku Haikenen, Mikko Moilanen, Teemu Paananen, Tommi Kohlemainen) в композициях 2, 3, 8
- Peter James Goodman — мужской вокал